# Аналемматические солнечные часы

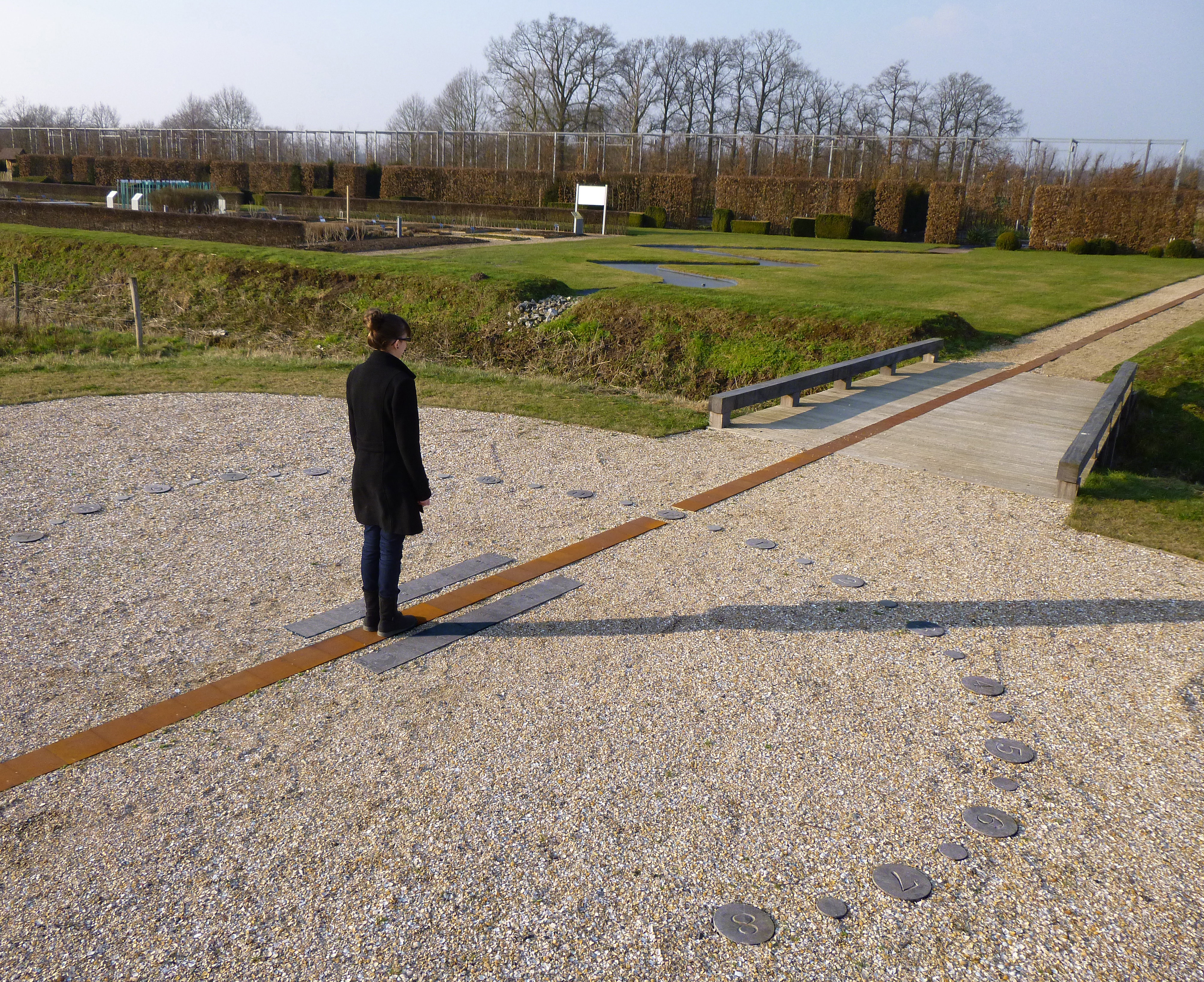
Аналемматические солнечные часы на линии меридиана в саду аббатства Херкенроде в Хасселте (Фландрия в Бельгии)

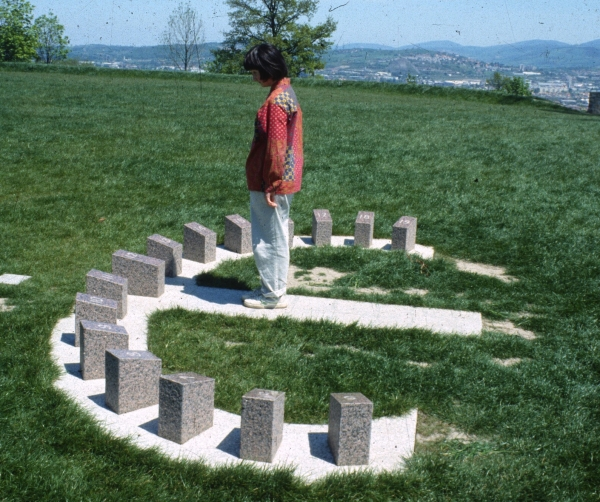
Аналемматические солнечные часы в Сент-Этьене, Франция, в которых голова пользователя образует гномон на циферблате

Аналемматические солнечные часы — тип горизонтальных солнечных часов с вертикальным гномоном и часовыми метками, расположенными в форме эллипса. Гномон не зафиксирован и должен менять положение ежедневно, чтобы точно указывать время суток. Следовательно, на циферблате нет часовых линий, а время дня отображается только на эллипсе. Как и большинство солнечных часов, аналемматические часы отмечают солнечное время, а не местное время.
Первые описания таких часов появились в астрономических трудах XVI века.

## Описание
Аналемматические солнечные часы полностью определены
1. Размер его эллипса (выбирается дизайнером).
2. Широта его местоположения (определяет расположение часовых меток на эллипсе).
3. Склонение солнца (определяет суточное положение гномона).

Аналемматические солнечные часы иногда используют человека в роли гномона. В этом случае размер эллипса часового маркера ограничен ростом человека и широтой расположения солнечных часов, поскольку тень человеческого гномона должна падать на эллипс часового маркера, чтобы точно указывать время дня. Аналемматические солнечные часы с человеческими гномонами непрактичны в более низких широтах, где человеческая тень довольно коротка в летние месяцы. Человек ростом 66 дюймов отбрасывает 4-дюймовую тень на широте 27 градусов во время летнего солнцестояния.
Использование прилагательного «аналемматические» для описания этотого класса часов может ввести в заблуждение, потому что уравнения времени или аналеммы в конструкции с analemmatic солнечных часов не используется. Мэйолл называет аналемматические солнечные часы «так называемым аналемматическим циферблатом», подразумевая отсутствие связи с аналеммой. Циферблат Бру перед церковью Бру в Бурк-ан-Бресс, Франция, является примером ошибочного использования аналеммы при создании аналемматических солнечных часов. Рор утверждает: «Гномон перемещается по короткой оси эллипса, а не по меридиану, присутствие которого здесь в форме восьмёрки является ошибкой».

## Устройство

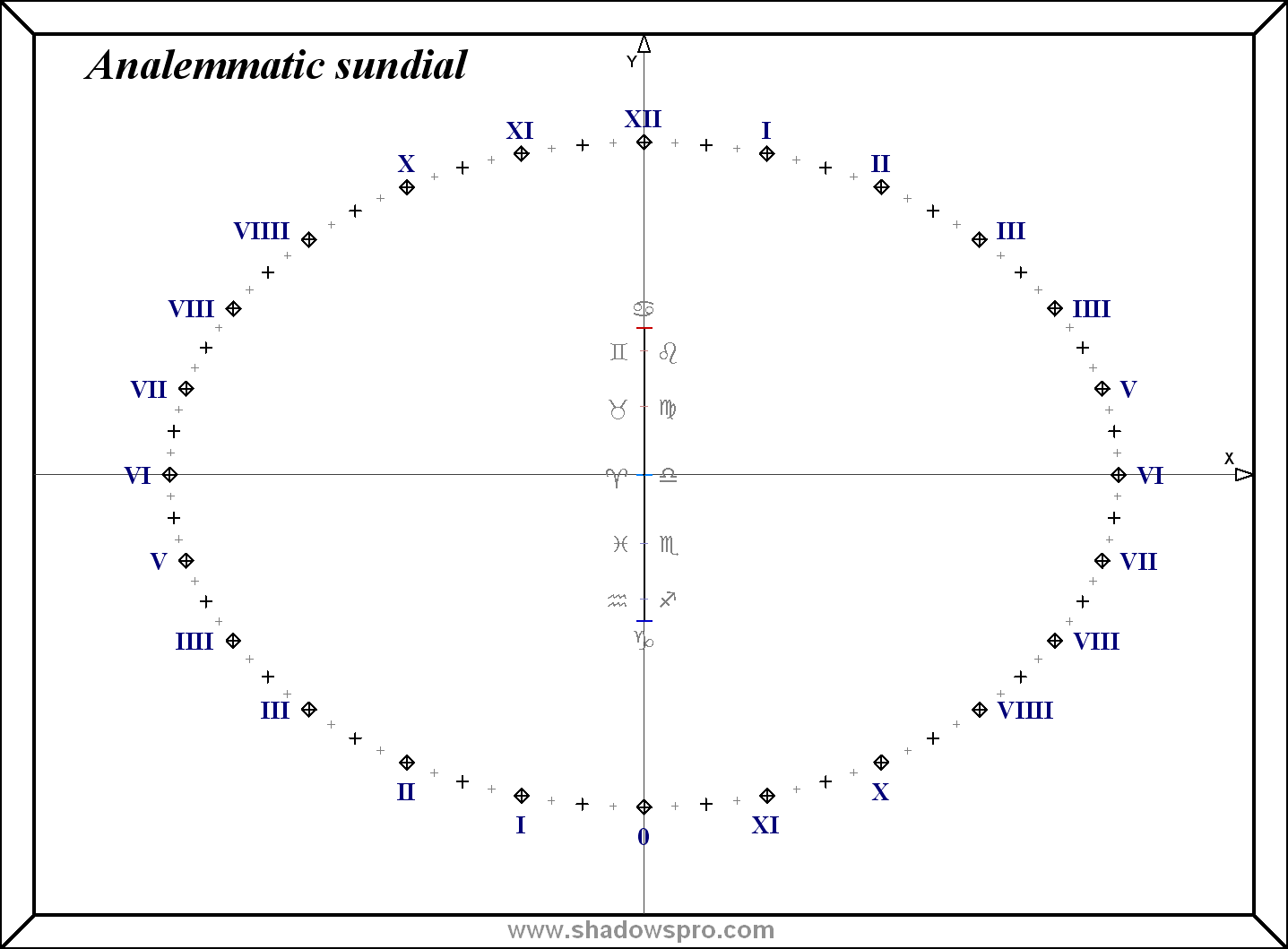
Горизонтальные аналемматические солнечные часы для 44° 29' северной широты, нарисованные с помощью программы Shadows Expert. Показывают местное время

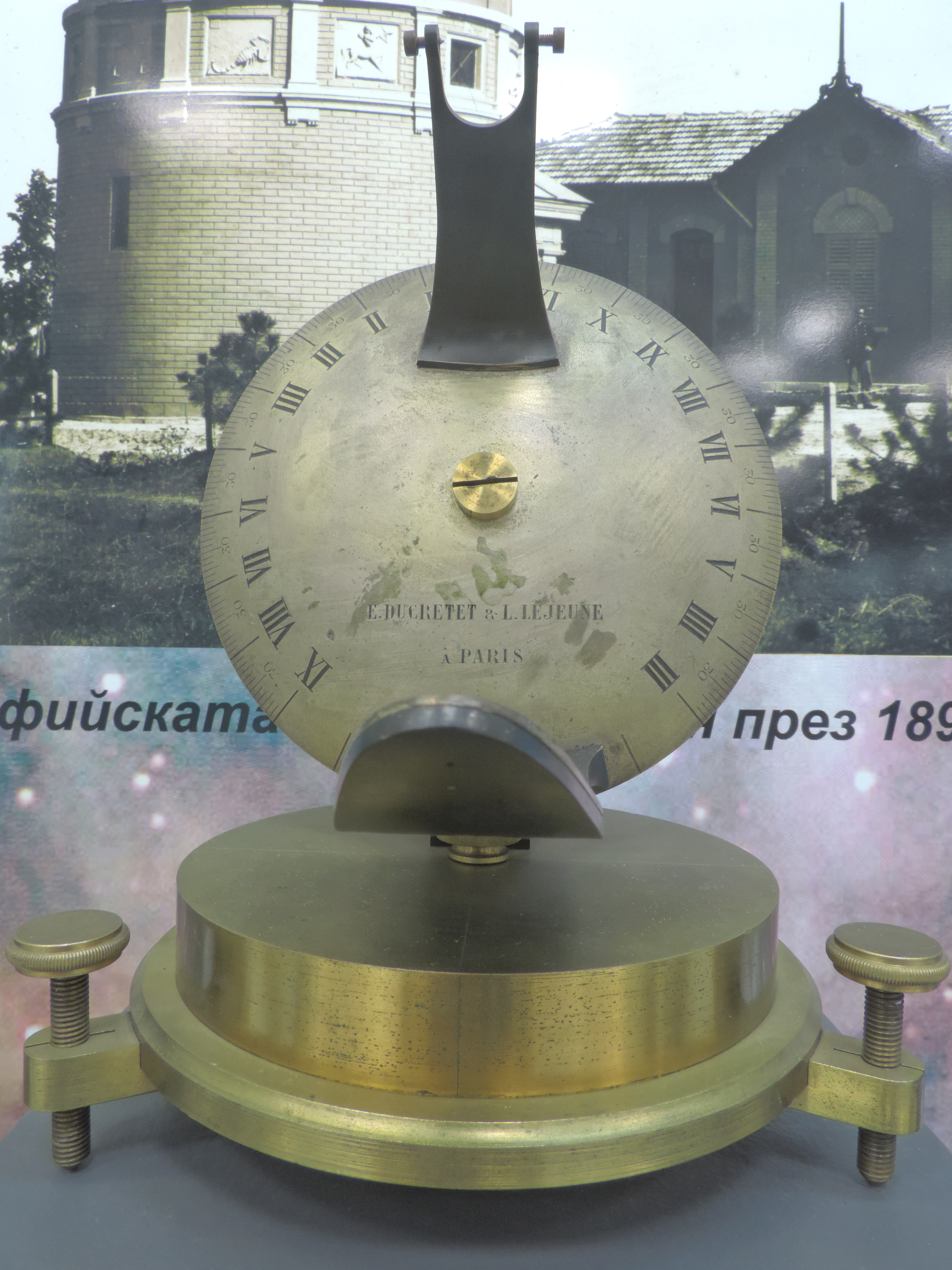
Терминология классификации солнечных часов может вводить в заблуждение. Несмотря на наличие аналеммы, этот аналемический гелиохронометр конца XIX века не является аналемматическими солнечными часами — см. Определение, данное в тексте. Экспонат Национального политехнического музея, София

В аналемматических солнечных часах используется вертикальный гномон, а его часовые линии представляют собой вертикальную проекцию часовых линий круглых экваториальных солнечных часов на плоскую плоскость. Следовательно, аналемматические солнечные часы представляют собой эллипс, короткая ось которого ориентирована с севера на юг, а длинная ось — с востока на запад. Линия полуденных часов указывает на истинный север, тогда как часовые линии для 6 часов утра и 6 часов вечера указывают на запад и восток соответственно; отношение короткой оси к длинной равняется синусу sin (Φ) местной географической широты, обозначаемой Φ. Все часовые линии сходятся к единому центру; угол θ данной часовой линии с полуденным часом определяется формулой:
{\displaystyle \tan \theta ={\frac {\tan(15^{\circ }\times t)}{\sin \phi }}}
где t — время (в часах) до или после полудня.
Однако вертикальный гномон не всегда стоит в центре часовых линий; чтобы показать правильное время, гномон должен ежедневно перемещаться к северу от центра на расстояние:
{\displaystyle Y=W\cos \phi \tan \delta \,}
где W — половина ширины эллипса, а δ — склонение Солнца в это время года. Склонение показывает, насколько солнце находится над небесным экватором; в дни равноденствий δ=0, тогда как во время летнего и зимнего солнцестояния оно составляет примерно ±23,5°.